# Севостьянов, Сергей Александрович
Серге́й Алекса́ндрович Севостья́нов (род. 5 октября или 5 ноября 1960 года, Валуйки, Белгородская область, РСФСР, СССР) — советский и российский легкоатлет. Четырёхкратный паралимпийский чемпион, пятикратный серебряный и двукратный бронзовый призёр Паралимпийских игр, многократный чемпион мира и Европы. Многократный рекордсмен Паралимпийских игр, мира и Европы. Заслуженный мастер спорта СССР и России по спорту слепых.

## Награды и звания
- Орден «За личное мужество» (3 декабря 1992 года) — за достижение высоких спортивных результатов, мужество, самоотверженность и стойкость, проявленные во время проведения Параолимпийских игр инвалидов.[3]
- Орден Дружбы (3 декабря 1996 года) — за активное участие и высокие спортивные достижения в Х летних Параолимпийских играх 1996 года.[4]
- Орден Почёта (6 апреля 2002 года) — за большой вклад в развитие физической культуры и спорта, высокие спортивные достижения на XI Параолимпийских играх 2000 года в Сиднее (Австралия).[5]
- Медаль ордена «За заслуги перед Отечеством» II степени (10 августа 2006 года) — за большой вклад в развитие физической культуры и спорта, высокие спортивные достижения на XII Паралимпийских летних играх 2004 года в городе Афинах (Греция).[6]
- Орден «За заслуги перед Республикой Башкортостан» (15 декабря 2000 года) — за высокие спортивные достижения на Олимпийских и Параолимпийских играх 2000 года, чемпионатах мира, Европы.[7]
- Орден Салавата Юлаева (10 ноября 2004 года) — за высокие спортивные достижения.[8]
- Почётный гражданин города Валуйки (Белгородская область)[9].
- Заслуженный мастер спорта СССР по спорту слепых.
- Заслуженный мастер спорта России по спорту слепых.